# بخش مری آن (شهرستان لیکینگ، اوهایو)
بخش مری آن (به انگلیسی: Mary Ann Township) یک منطقهٔ مسکونی در ایالات متحده آمریکا است که در شهرستان لیکینگ، اوهایو واقع شده‌است.
 بخش مری آن ۶۰٫۱ کیلومتر مربع مساحت و ۲٬۱۱۶ نفر جمعیت دارد و ۲۷۲ متر بالاتر از سطح دریا واقع شده‌است.